# Aspect progressif
L'aspect progressif indique un développement par étapes de l'action : le mal va croissant.
Cet aspect est rare en français puisqu'il se limite au temps du gérondif et à la périphrase pas toujours naturelle (selon les verbes) être en train de : il est en train de chanter. Cependant cette dernière tournure est dénommée par certains, dont Wilmet, aspect duratif, de même que la tournure être occupé à. Marc Wilmet réserve le nom d' aspect progressif aux tournures du type il va s'amenuisant, où l'action « progresse ».
En revanche, il est très important en anglais (c'est l'aspect « progressive » du « present continuous » be + ing, I am swimming, « je suis en train de nager », ou du « past continuous » I was swimming).
Cet aspect est aussi très important et systématique en indonésien (saya makan : je mange, saya sedang makan : "je suis en train de manger"), en japonais (taberu たべる : il mange, tabeteiru たべている : il est en train de manger), ainsi qu'en turc (geldi : il est venu, geliyordu : il était en train de venir), en espéranto (mi legas : je lis, mi legantas : je suis en train de lire), en espagnol (viene : il vient, está viniendo : il est en train de venir) et en italien (mangio : je mange, sto mangiando : je suis en train de manger).